# 仙法志村
仙法志村（せんほうしむら）は、かつて北海道利尻郡にあった村。

## 地理
- 島嶼:利尻島
- 山:利尻岳

## 沿革
- 1902年（明治35年）4月1日 - 北海道二級町村制施行により利尻郡仙法志村が村制施行し、仙法志村が発足。
- 1903年（明治36年）8月 - 利尻郡鬼脇村と境界の一部を変更。
- 1956年（昭和31年）9月15日 - 利尻郡沓形町と合併して利尻町となり消滅した。